# George Lusztig
Pour les articles homonymes, voir Lustzig.
George (Gheorghe) Lusztig, né le 20 mai 1946, est un mathématicien roumano-américain qui travaille en théorie des représentations.

## Biographie
Lusztig étudie à l'université de Bucarest puis, de 1969 à 1971, à l'Institute for Advanced Study à Princeton auprès de Michael Atiyah. En 1971, il obtient un doctorat de l'université de Princeton, encadré par Atiyah et (formellement) par William Browder, sur la théorie de l'indice des opérateurs elliptiques,. À partir de 1971, il est à l'université de Warwick en Angleterre (Lecturer en 1972 et professeur en 1974). Il est depuis 1978 professeur au Massachusetts Institute of Technology (MIT). Il est membre de l'Académie nationale des sciences, en 1992 et de la Société américaine de mathématiques en 2012.

## Œuvre
Lusztig introduit de nouveaux concepts fondamentaux dans la théorie des représentations des groupes algébriques. Dans la théorie de Deligne-Lusztig (en), on utilise la cohomologie ℓ-adique pour construire des représentations linéaires de groupes finis de type de Lie. En 1984, Lusztig a ainsi donné toutes celles des groupes finis simples de ce type. Kazhdan et Lusztig ont introduit une famille de polynômes et une conjecture et ont donné en 1980 une interprétation grâce à l'homologie d'intersection (en) de Goresky-MacPherson. Lusztig a exposé l'utilisation de ces méthodes « géométriques » en théorie des représentations au Congrès international des mathématiciens de 1990 à Kyoto (Intersection cohomology methods in representation theory). Il était aussi orateur invité à ceux de 1974 à Vancouver (On the discrete series representations of the classical groups over finite fields) et de 1983 à Varsovie (Characters of reductive groups over finite fields).
Depuis la fin des années 1980, il travaille aussi sur les groupes quantiques (définis en 1985 par Vladimir Drinfeld et Michio Jimbo).
Il est récompensé en 2022 par le prix Wolf de mathématiques ("for Groundbreaking contributions to representation theory and related areas”).

## Sélection de publications
- The discrete series of GLn over a finite field, coll. Annals of Mathematical Studies (no 81), Princeton University Press, 1974 [lire en ligne]
- Characters of reductive groups over a finite field, coll. Annals of Mathematical Studies (no 107), Princeton University Press, 1984 [lire en ligne]
- Introduction to Quantum Groups, (1re éd. Birkhäuser, 1993), Springer, 2010 [lire en ligne]